# Prognoz (satélite)

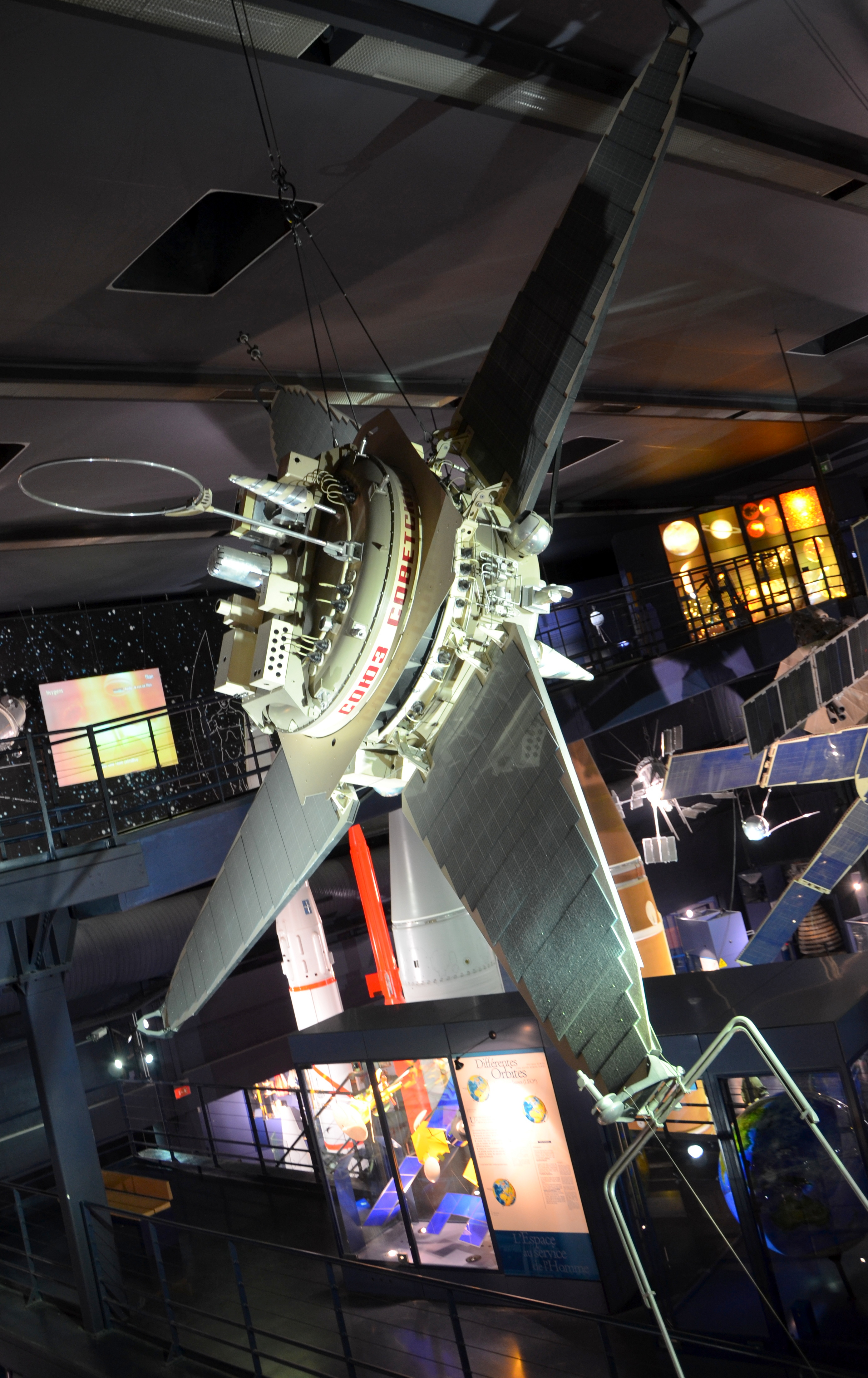
O satélite Prognoz.

Prognoz, em russo Прогноз que significa "Prognóstico", foi a designação de uma série de satélites de pesquisa científica, 
lançados pela antiga União Soviética, hoje Rússia, entre 1972 e 1985.
O principal objetivo dos satélites Prognoz, era estudar as radiações solares e sua influência na magnetosfera terrestre. 
Esses experimentos, contaram com a participação de outros países como: França, Checoslováquia, Hungria, Suécia e Polônia.
O décimo e último desses satélites, foi usado como parte do programa Interkosmos.